# Kiemiany (powiat iławski)
Kiemiany (niem. Kämmen) – wieś w Polsce położona w województwie warmińsko-mazurskim, w powiecie iławskim, w gminie Zalewo.
W latach 1975–1998 miejscowość należała administracyjnie do województwa olsztyńskiego.
Wieś wzmiankowana w dokumentach z roku 1333, jako wieś pruska na 8 włókach. Pierwotną nazwą było Kemen. W roku 1782 we wsi odnotowano 10 domów (dymów), natomiast w 1858 w 7 gospodarstwach domowych było 60 mieszkańców. W latach 1937–1939 było 138 mieszkańców. W roku 1973 jako wieś Kiemiany należała do powiatu morąskiego, gmina Zalewo, poczta Jerzwałd.
Na niemieckiej mapie z początku XX w około 10 budynków wokół skrzyżowania dróg.
Obecnie w tym miejscu jest pole uprawne, ze śladów na polu nie można wyróżnić zarysu budynków. Obecnie w miejscowości nie ma zabudowy.